# Partito Liberale Costituzionalista
Il Partito Liberale Costituzionalista (in spagnolo: Partido Liberal Constitucionalista - PLC) è un partito politico nicaraguense di orientamento liberal-conservatore fondato nel 1968 per opporsi al regime dei Somoza, alla guida del Partito Liberale Nazionalista.
Costituitosi su iniziativa di Ramiro Sacasa Guerrero, era inizialmente designato come Movimento Liberale Costituzionalista (Movimiento Liberal Constitucionalista), mutando denominazione negli anni Ottanta.
In vista delle elezioni generali 1990 entrò a far parte dell'Unione Nazionale d'Opposizione a sostegno di Violeta Barrios de Chamorro, eletta Presidente; successivamente dette vita all'Alleanza Liberale.
Si confermò al governo del Paese fino al 2006, attraverso la presidenza di Arnoldo Alemán e di Enrique Bolaños.

## Risultati
| Elezione          | Voti      | %     | Seggi   |
| ----------------- | --------- | ----- | ------- |
| Parlamentari 1996 | 789.533   | 45,97 | 42 / 93 |
| Parlamentari 2001 | 1.144.182 | 53,23 | 52 / 92 |
| Parlamentari 2006 | 592.118   | 26,47 | 25 / 92 |
| Parlamentari 2011 | 167.639   | 6,44  | 2 / 92  |
| Parlamentari 2016 | 369.342   | 15,30 | 13 / 92 |

| Elezione           | Candidato           | Voti      | %     | Esito         |
| ------------------ | ------------------- | --------- | ----- | ------------- |
| Presidenziali 1996 | Arnoldo Alemán      | 896.207   | 50,99 | ✔️ Eletto     |
| Presidenziali 2001 | Enrique Bolaños     | 1.216.863 | 56,28 | ✔️ Eletto     |
| Presidenziali 2006 | José Rizo Castellón | 588.304   | 26,51 | ❌ Non eletto |
| Presidenziali 2011 | Arnoldo Alemán      | 148.507   | 5,91  | ❌ Non eletto |
| Presidenziali 2016 | Maximino Rodriguez  | 374.898   | 15,03 | ❌ Non eletto |